# شمعون شتريت
البروفسور شمعون شتريت (بالعبرية: שמעון שטרית، من مواليد 1 مارس 1946) هو سياسي إسرائيلي سابق تقلد عدة حقائب وزارية بين عامي 1992 و1996 ويشغل حاليا منصب رئيس غرينبلات من العامة والقانون الدولي في الجامعة العبرية في القدس.

## روابط خارجية
- شمعون شتريت على الموقع الإلكتروني للكنيست